# Прыжки в воду на летних Олимпийских играх 2016 — синхронная вышка, 10 метров (женщины)
Соревнования по синхронным прыжкам в воду с 10-метровой вышки у женщин на летних Олимпийских играх 2016 года прошли 9 августа в водном центре имени Марии Ленк. В соревнованиях приняли участие 16 спортсменов из 8 стран. Олимпийскими чемпионками стали китайские прыгуны Чэнь Жолинь и Лю Хуэйся. Чэнь Жолинь также выиграла в этой дисциплине в 2008 и 2012 годах.

## Призёры
| Золото                          | Серебро                                  | Бронза                                  |
| Китай · Чэнь Жолинь · Лю Хуэйся | Малайзия · Панделела Ринонг · Чон Юн Хон | Канада · Меган Банфето · Розелин Фильон |

## Расписание
Время местное (UTC−3)
| Дата      | Время       | Раунд |
| --------- | ----------- | ----- |
| 9 августа | 16:00—17:15 | Финал |

## Результаты
Соревнования в синхронных прыжках проходят в один раунд, во время которого спортсмены выполняют по 5 прыжков — 2 обязательных и 3 произвольных. Дуэт, набравший наибольшую сумму баллов, становится обладателем золотых медалей.
Прыжки оценивают 11 судей, из которых пять судей оценивают синхронность исполнения прыжка, три оценивают выполнения прыжка одного прыгуна, и три — другого.
Участники Бразилии прошли квалификацию как хозяева игры, команды от КНР, Канады и КНДР — как призёры чемпионата мира 2015 года, Малайзия, Великобритания, США и Мексика — через Кубок мира 2016 года.
| Место | Спортсмен                        | НОК            | Прыжки | Прыжки | Прыжки | Прыжки | Прыжки | Всего очков |
| Место | Спортсмен                        | НОК            | 1      | 2      | 3      | 4      | 5      | Всего очков |
| ----- | -------------------------------- | -------------- | ------ | ------ | ------ | ------ | ------ | ----------- |
| 1     | Чэнь Жолинь Лю Хуэйся            | Китай          | 55,80  | 55,80  | 79,20  | 75,84  | 87,36  | 354,00      |
| 2     | Чон Юн Хон Панделела Ринонг      | Малайзия       | 52,80  | 52,80  | 76,50  | 79,68  | 82,56  | 344,34      |
| 3     | Меган Банфето Розелин Фильон     | Канада         | 52,80  | 52,80  | 74,70  | 75,24  | 80,64  | 336,18      |
| 4     | Ким Гукхян Ким Ми Рэ             | КНДР           | 49,80  | 53,40  | 81,00  | 76,80  | 61,44  | 322,44      |
| 5     | Тоня Коуч Лоис Тоулсон           | Великобритания | 50,40  | 50,40  | 75,60  | 79,68  | 63,36  | 319,44      |
| 6     | Паола Эспиноса Алехандра Ороско  | Мексика        | 50,40  | 49,20  | 71,10  | 61,38  | 72,00  | 304,08      |
| 7     | Эми Козад Джессика Парратто      | США            | 48,60  | 50,40  | 65,70  | 62,40  | 73,92  | 301,02      |
| 8     | Ингрид Оливейра Джованна Педросо | Бразилия       | 44,40  | 45,00  | 74,88  | 52,80  | 63,90  | 280,98      |